# Garland (Texas)
Garland é uma cidade localizada no estado norte-americano do Texas, no Condado de Dallas.